# Kurjavići
Kurjavići is een plaats in de gemeente Višnjan in de Kroatische provincie Istrië. De plaats telt 42 inwoners (2001).